# Atelier Svatopluk
Atelier Svatopluk, obecně prospěšná společnost, Liteň je nevládní neziskovou organizací. Byla založena dne 12. dubna 2012. Zakladateli je Městys Liteň a Digitus Mise, o.p.s., Hořovice. Sídlem společnosti je budova Úřadu Městyse Liteň, Náměstí 71. Hlavní provozovna je situována v Areálu Pode Zděmi Liteň v ulici Pod Zděmi 402. Ředitelem společnosti je od založení Jan Havelka.

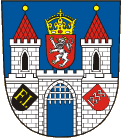
Znak Městyse Liteň

## Historie a orgány společnosti

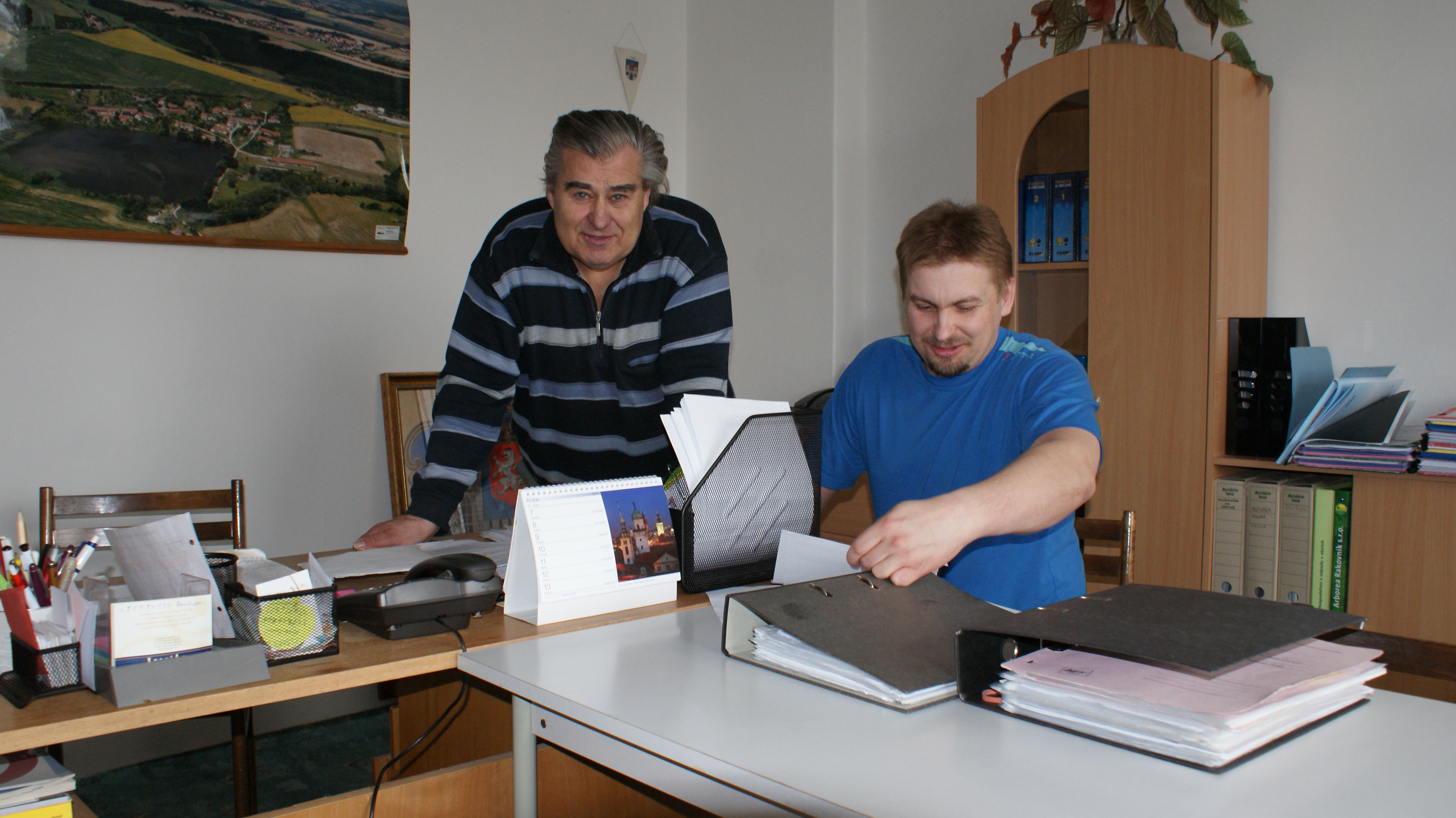
Starosta Litně Karel Kliment a Jan Havelka

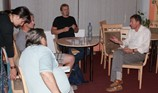
Jednání o přípravě činnosti Atelier Svatopluk v Hořovicích

Zakladateli společnosti je Městys Liteň a poskytovatel sociálních služeb z Hořovic Digitus Mise, o.p.s. Název společnosti připomíná pobyt slavného básníka a spisovatele Svatopluka Čecha v Litni a poslání společnosti prezentovat Liteň a její tradice. Zakladatelé ve společnosti navazují na předchozí spolupráci v sociálních službách v obvodu městyse Liteň. Impulzem k založení společnosti bylo řešení otázky využití a zajištění provozu areálu Středního odborného učiliště v Litni po zrušení této školy. Záměr založil společnost vznikl jako místní iniciativa občanů Litně a Berounska v roce 2011 době jednání Městyse Liteň s Krajským úřadem Středočeského kraje o možnosti bezplatného převodu areálu do vlastnictví městyse. Statutárním orgánem společnosti je ředitel, kterým byl jmenován při založení Jan Havelka. Orgánem společnosti je tříčlenná správní rada: prvním předsedou správní rady byl od založení starosta Litně Karel Kliment, po jeho smrti se stal předsedou správní rady nově zvolený starosta Litně Ing. Miroslav Horák.

## Obecně prospěšné služby a doplňkové činnosti poskytované společností
Činnost společnosti upravuje zákon o obecně prospěšných společnostech účinný v době vzniku společnosti. Poslání, obecně prospěšné služby a doplňkové činnosti společnosti upravuje Smlouva o založení společnosti Atelier Svatopluk,o.p.s. Metody a formy naplňování poslání společnosti upravuje Statut společnosti schválený správní radou. Hlavními tématy obecně prospěšných služeb Atelier Svatopluk, o.p.s., jsou: 
- podpora dokumentace a prezentace regionu Berounsko, Hořovicko a Karlštejnsko;
- podpora vytváření programů a projektů využití areálu bývalého učiliště v Litni pro vhodné obecně prospěšné služby;
- podpora vytváření kvalifikovaných pracovních míst pro osoby se zdravotním postižením a programů jejich rekvalifikace.

### Popularizace Městyse Liteň, Berounska a Karlštejnska
Atelier Svatopluk, o.p.s., plní svůj jednu ze základních obecně prospěšných činností – podpora dokumentace a prezentace regionu Berounsko, Hořovicko a Karlštejnsko. K tomu využívá zejména: 
- dokumentaci Litně a aktivit Atelieru Svatopluk, o.p.s., prováděnou na chráněném pracovním místě fotograf – pracovník pro dokumentaci;
- spolupráce s partnery na pořádání akcí nadregionálního významu;
- prezentace významných osobností spojených s Litní Svatopluk Čech, Jarmila Novotná, Antonín Wiehl, Otomar Pravoslav Novák;
- prezentace památek a pozoruhodností Litně a okolí Zámek,Čechovna, Hrobka rodiny Daubkovy, Nádraží Liteň;
- publikační činností;
- propagací Naučné stezky Liteň a jejímu využívání pro turistiku a pro vzdělávání ve školách;
- nabídkou pobytu v Litni s ubytováním v bývalém internátu pro turisty jako zajímavé dovolené s možností jednodenních výletů za zajímavostmi regionu.

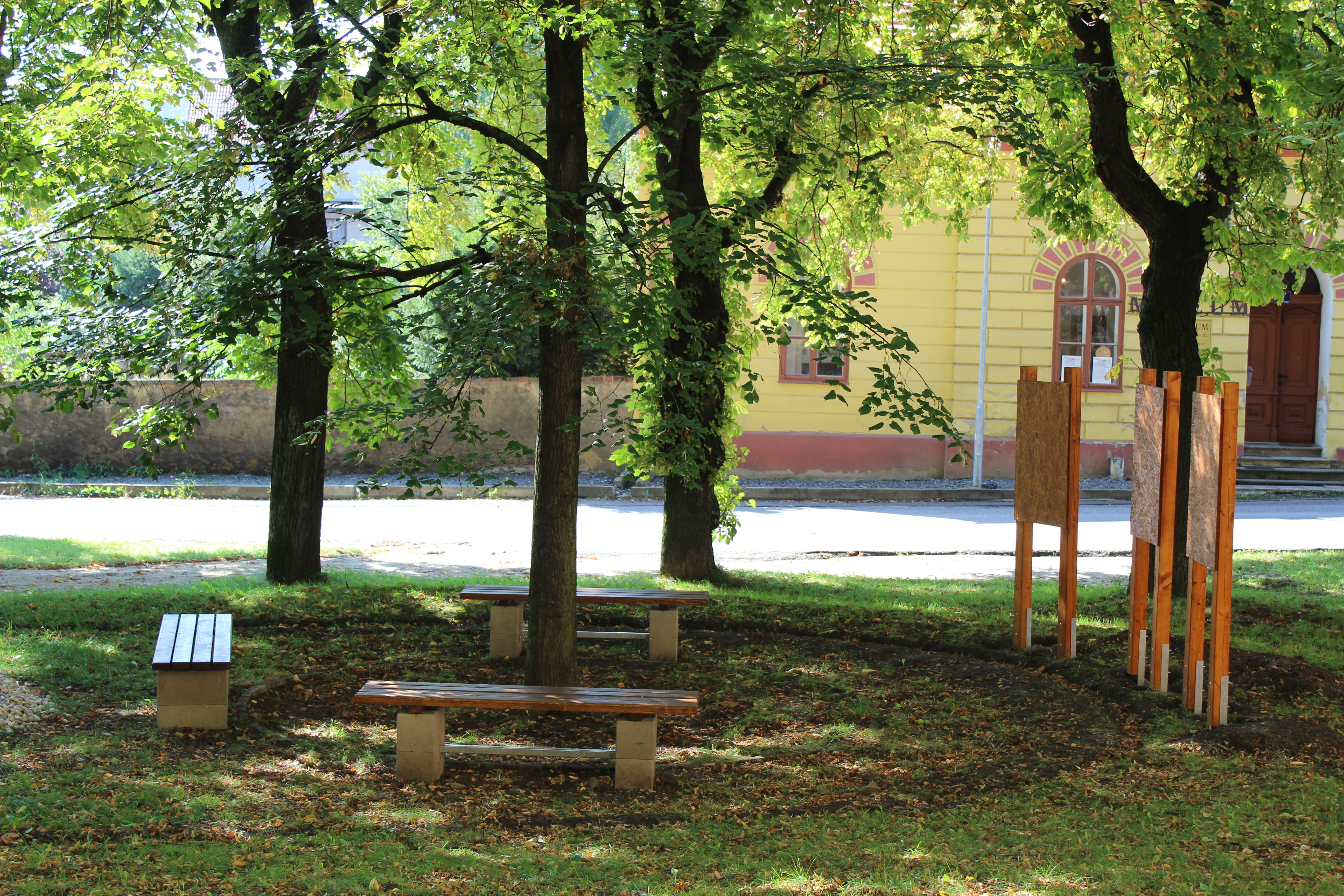
Panely naučné stezky v Sadech Svatopluka Čecha před finální úpravou.

### Naučná stezka Liteň
Atelier Svatopluk, o.p.s., připravil jako významný nástroj publicity a prezentace Litně a jejího okolí Naučnou stezku Liteň. Do sběru a výběru dokumentů k tématům jednotlivých zastavení (písemnosti, dobové fotografie) zapojila Atelier Svatopluk, o.p.s., tým místních zájemců o historii, architekturu a přírodní pozoruhodnosti regionu. Zhotovení a instalaci panelů provedla firma Ing. Vladimír Glaser. Vytvoření stezky podpořil Region Karlštejnsko v rámci Programu rozvoje venkova dotací ve výši 994 806 Kč. Celkové náklady na realizaci stezky činily 1 048 100,79 Kč. Realizací projektu naučné stezky se zvýšila publicita Litně, stezka se zařadila mezi další naučné stezky Karlštejnska. Strategie publicity Naučné stezky Liteň je založena na 
- vytváření fyzických kontaktních míst u spolupracujících organizací (školy, poskytovatelé sociálních služeb, knihovny, turistická centra a sdružení),
- systematické fotodokumentaci a publikování pořízených fotografií na internetu (tematicky strukturované galerie (Rajče, Zonerama, Wikimedia Commons) a od roku 2014 rozšiřování obsahu týkajícího se Litně, liteňských osobností a objektů zastavení naučné stezky na Wikipedii,
- průběžném poskytování informací o naučné stezce (jejích zastaveních a plánovaných nebo uskutečněných akcích) na internetu, na serverech specializovaných na turistiku[9] a na propagaci naučných stezek;
- provádění rešerší ohlasů a hodnocení Naučné stezky Liteň návštěvníky.

### Správa a provoz Areálu Pode Zděmi Liteň
Atelier Svatopluk, o.p.s., zajišťuje na základě smlouvy s Městysem Liteń jako vlastníkem správu a provoz Areálu Pode Zděmi Liteň
- zajišťování nájemců pro volné nebytové prostory,
- běžná údržba budov a ploch,
- plánování a organizace využití areálu.

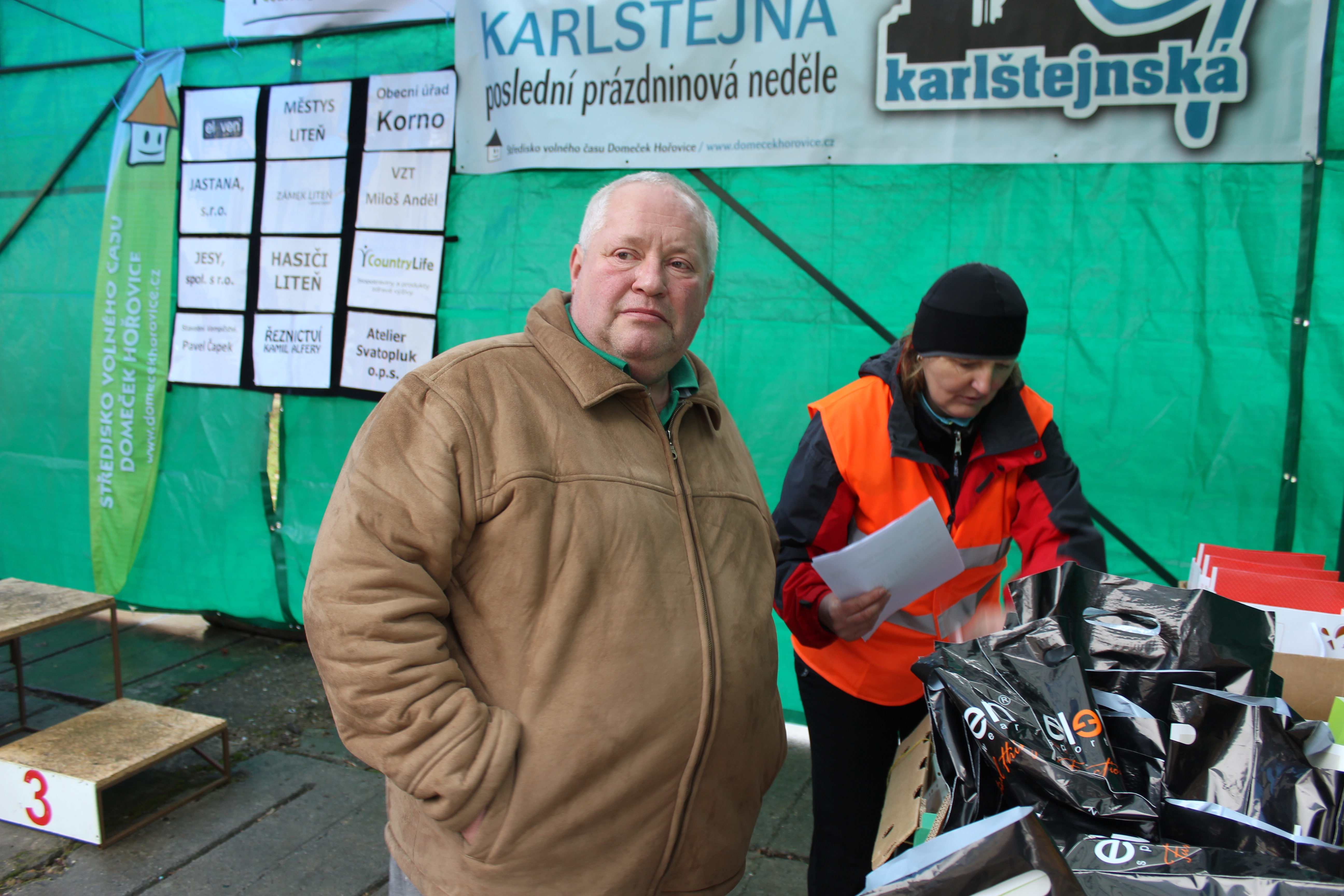
Starosta Ing. M. Horák na Zimním běhu Litní 2015

### Pořádání kulturních a společenských programů
Jedním z cílů Atelier Svatopluk,o.p.s., je podpora vytváření programů a projektů využití areálu bývalého učiliště v Lítni pro vhodné obecně prospěšné služby. Společnost s dalšími partnery organizuje v Areálu Pode Zděmi Liteň sportovní, kulturní a společenské akce:
- Kováři v Litni – dvoudenní setkání kovářů a dalších řemeslníků pracujících se železem (od roku 2014). Akce je realizována ve spolupráci s Kovárnou pro radost v Kytíně.[10]
- Liteňfest – multižánrový hudební festival folkové hudby a country (od roku 2012).[11]
- Zimní běh Litní – smíšený běžecký závod (od roku 2013). Závod pořádá Středisko volného času Domeček Hořovice.[12]

Pořádané akce jsou koncipovány jako celodenní (vícedenní) programy vhodné pro rodiny s dětmi. Organizováním nebo spoluorganizováním těchto akcí Atelier Svatopluk, o.p.s., vytváří náplň pro areál bývalého učiliště a podporuje partnerství dalších neziskových organizací v regionu. Nadregionální charakter Kovářů v Litni, Liteňfestu a Zimního běhu Litní zároveň propaguje Liteń a Karlštejnsko.

## Sociální podnikání

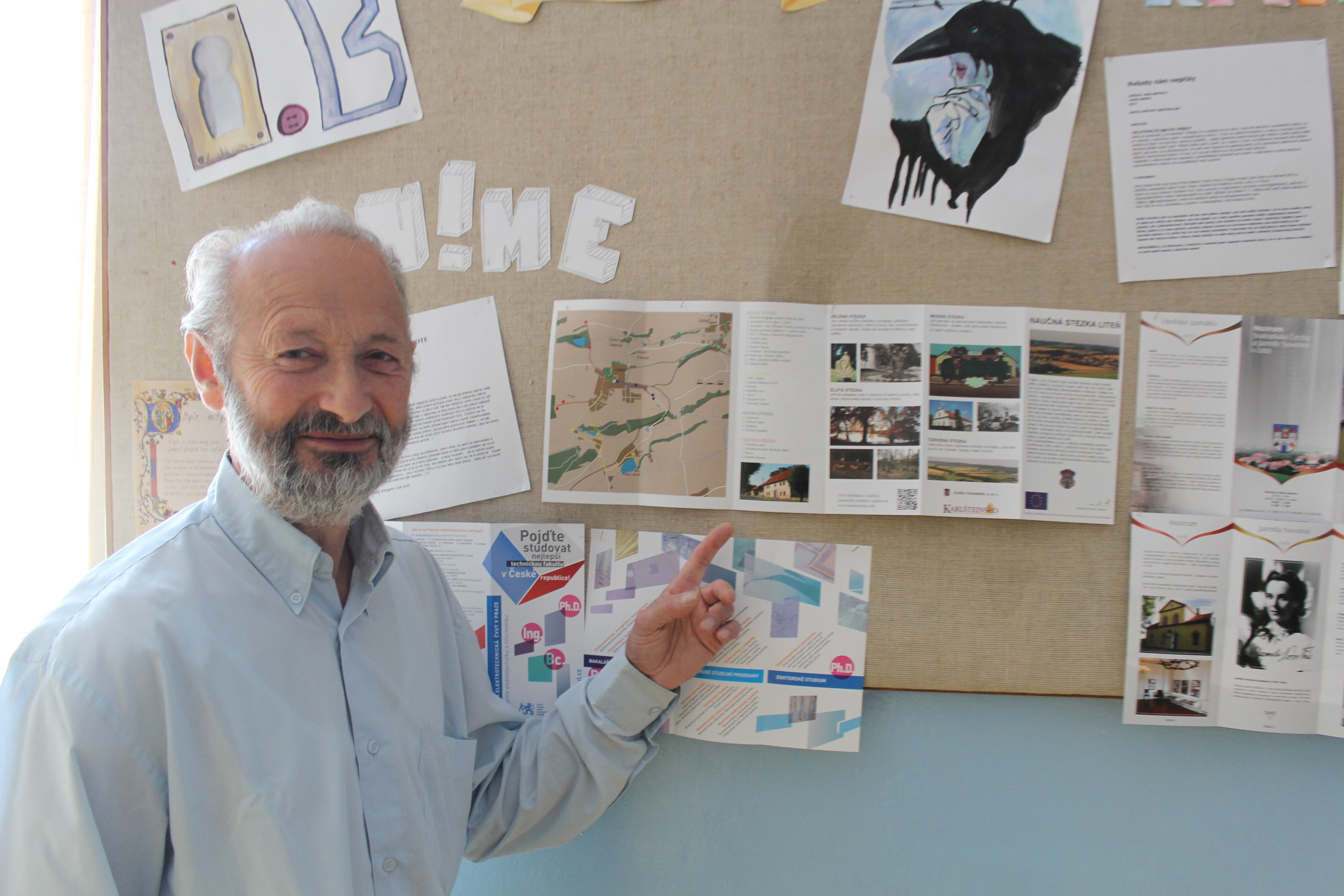
Jan Maňák prezentuje Naučnou stezku Liteň na Jungmannově základní škole v Berouně

V roce 2013 vytvořil Atelier Svatopluk na základě smlouvy s Úřadem práce ČR, krajská pobočka pro Středočeský kraj v Příbrami, kontaktní pracoviště v Berouně chráněná pracovní místa pro dva zdravotně postižené:
- údržbář
- fotograf – pracovník pro fotodokumentaci.

Pracovníci na obou chráněných pracovních místech se podílejí na akcích v areálu i na marketingu naučné stezky podle plánu publicity. Atelier Svatopluk, o.p.s., se tak stal zaměstnavatelem s více než 50 % pracovníků se zdravotním postižením a ve svém statutu se přihlásil k principům sociálního podnikání.

## Galerie Atelier Svatopluk

### Areál Pode Zděmi Liteň

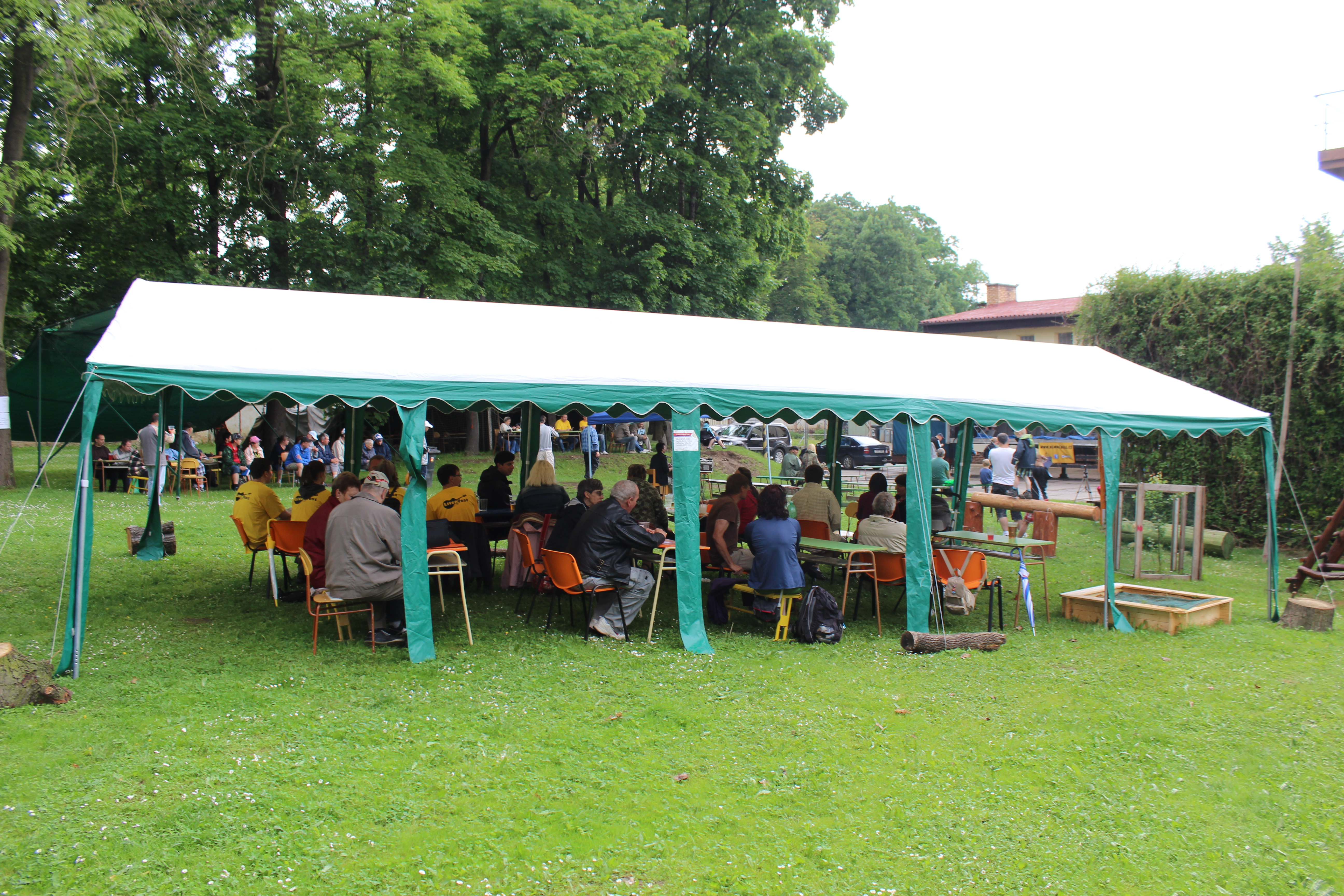
Areál Liteň poskytuje zázemí pro celodenní programy
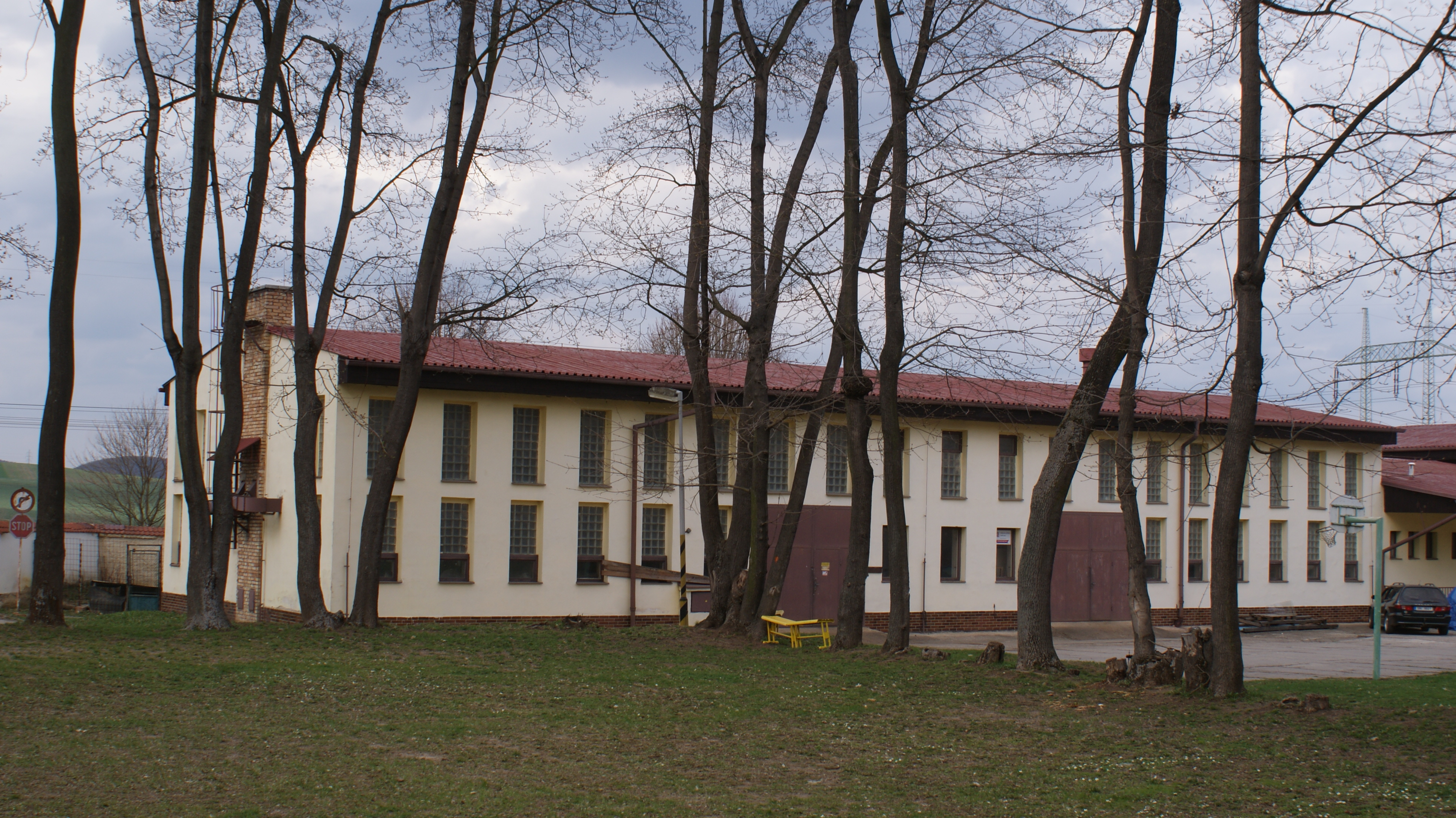
Zámečnická dílna bývalého učiliště
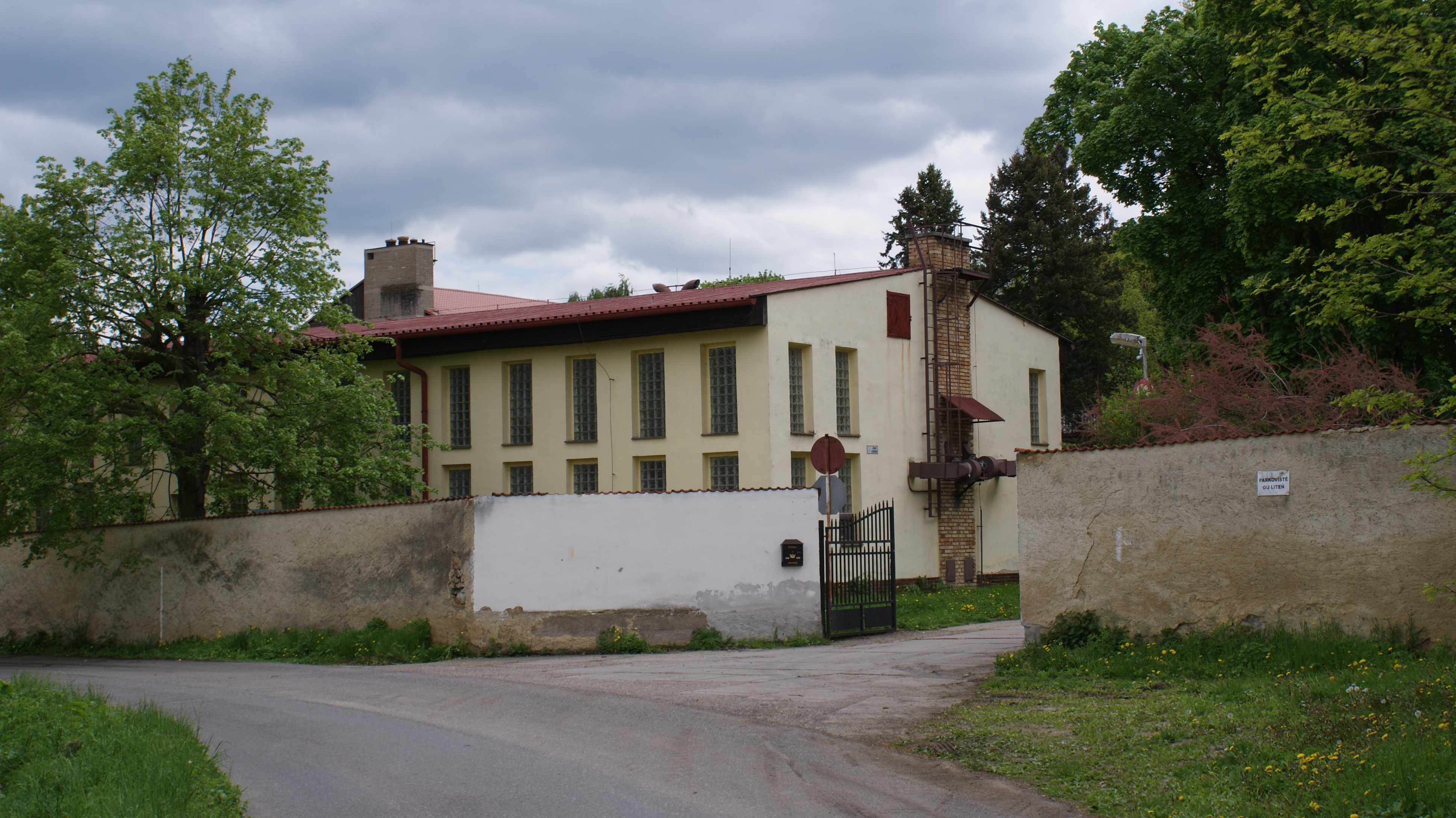
Hlavní brána areálu z ulice Pode Zděmi
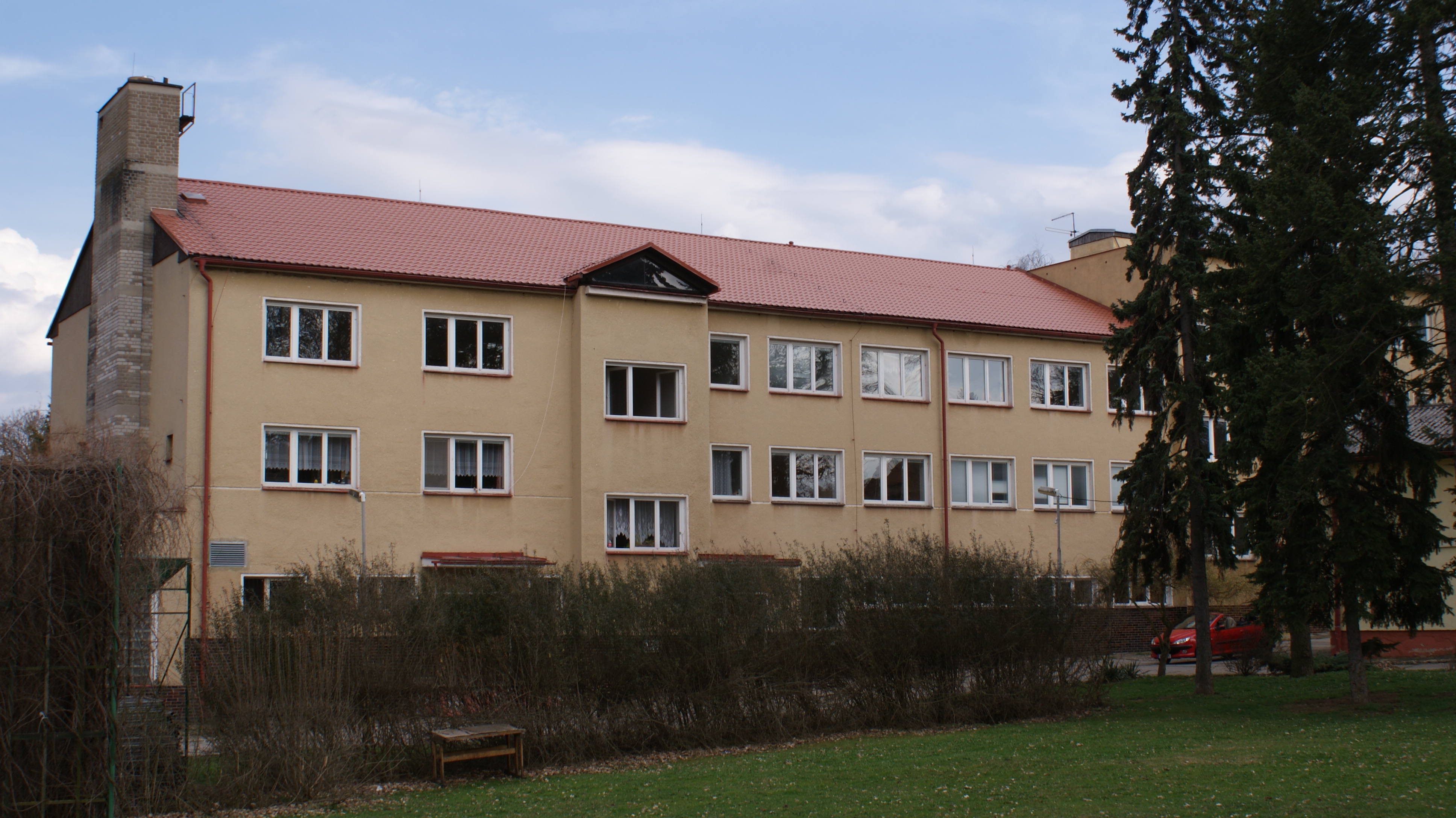
Budova školy bývalého učiliště
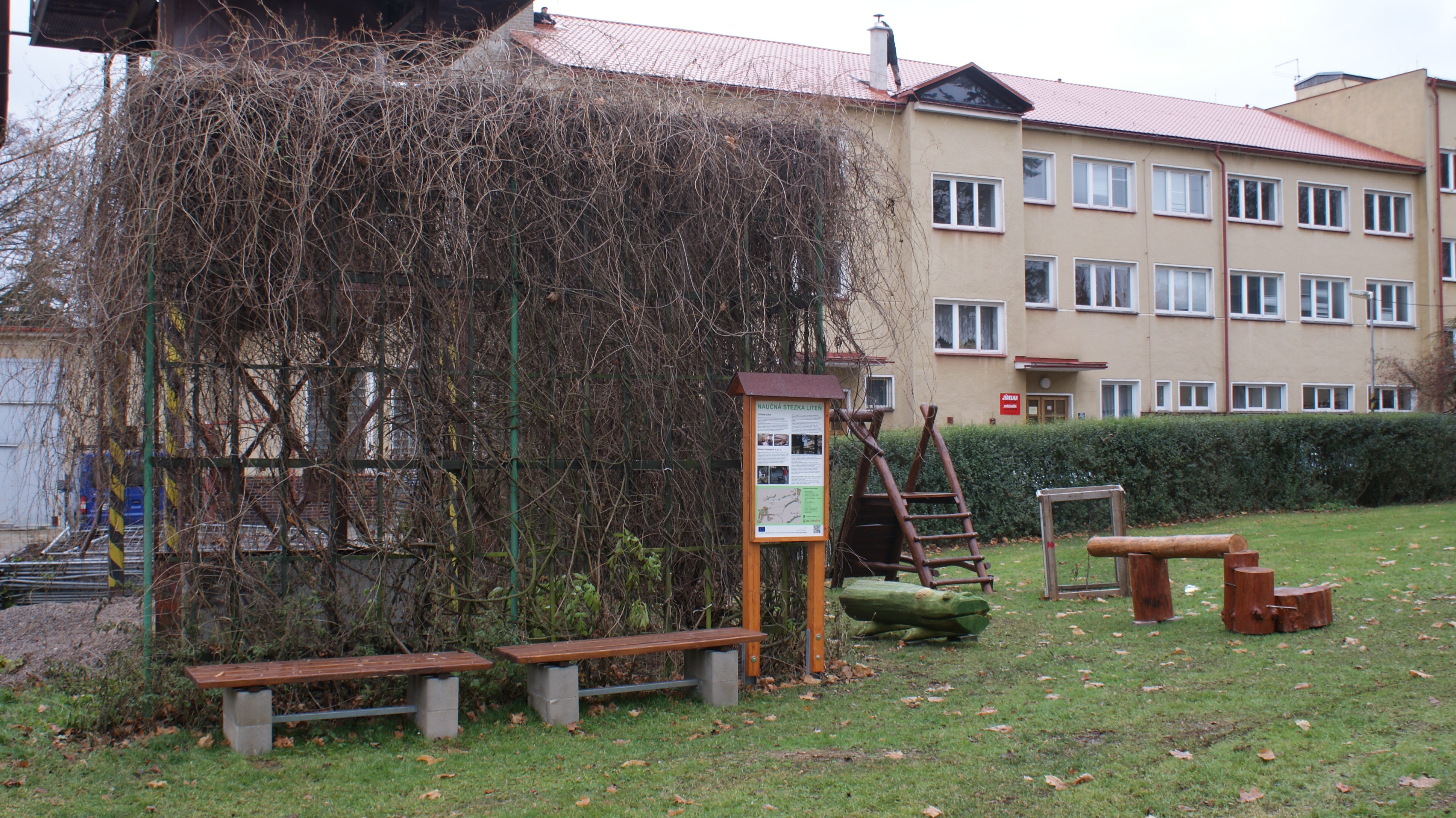
Zastavení zelené stezky Naučné stezky Liteň v areálu
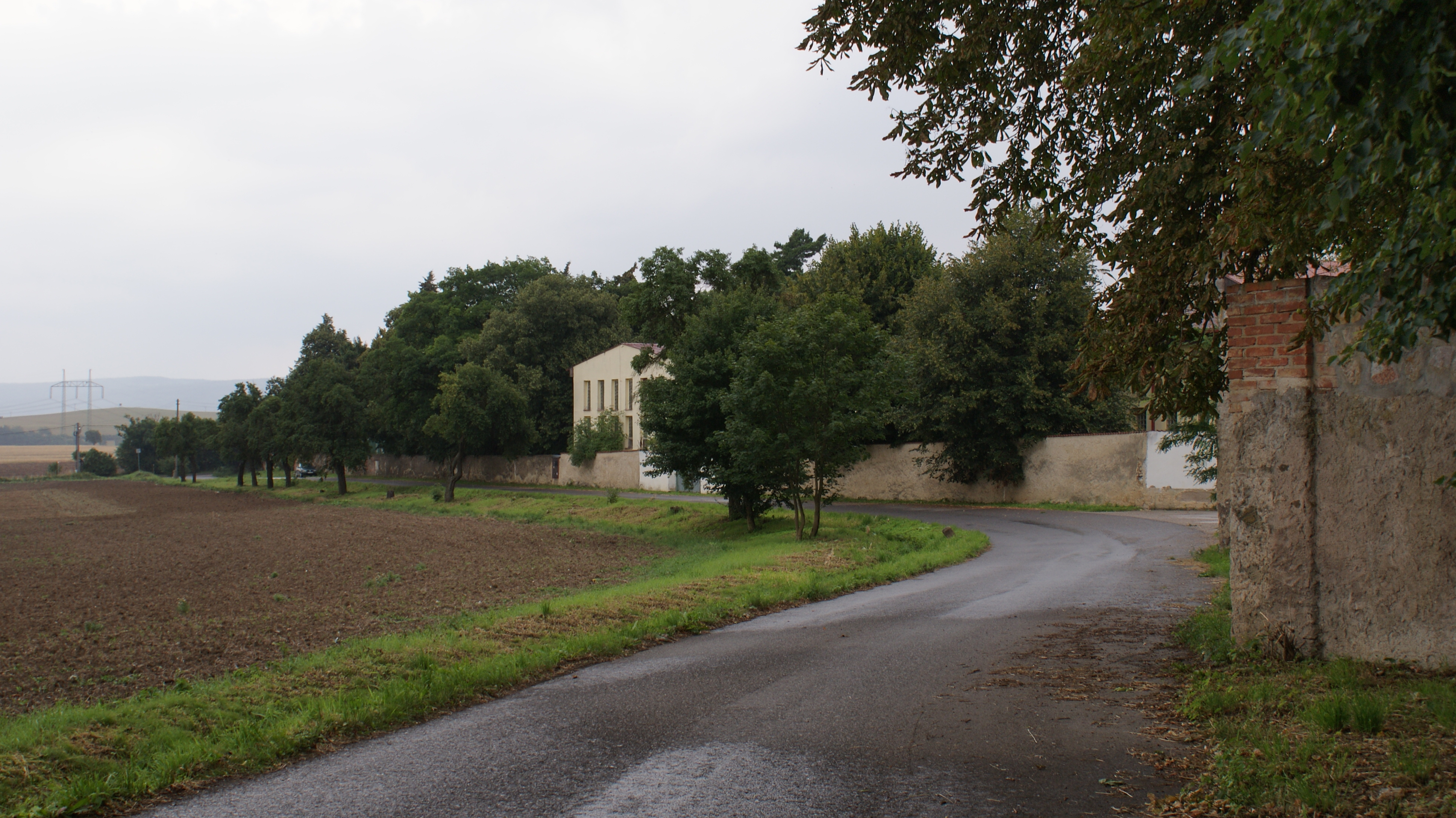
Ulice Pode Zděmi v Litni
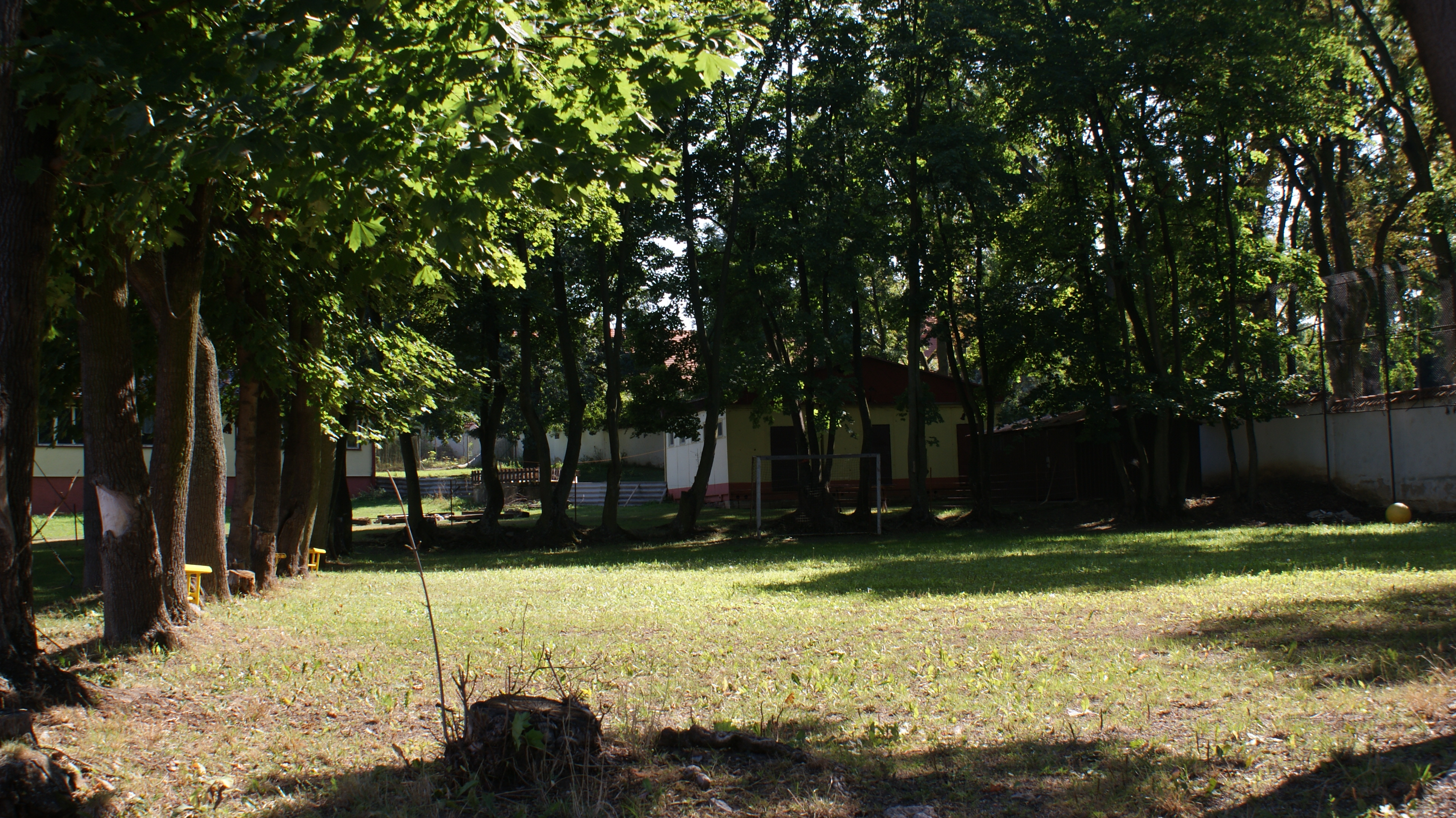
Hřiště v areálu Liteň

### Kulturní a společenské programy

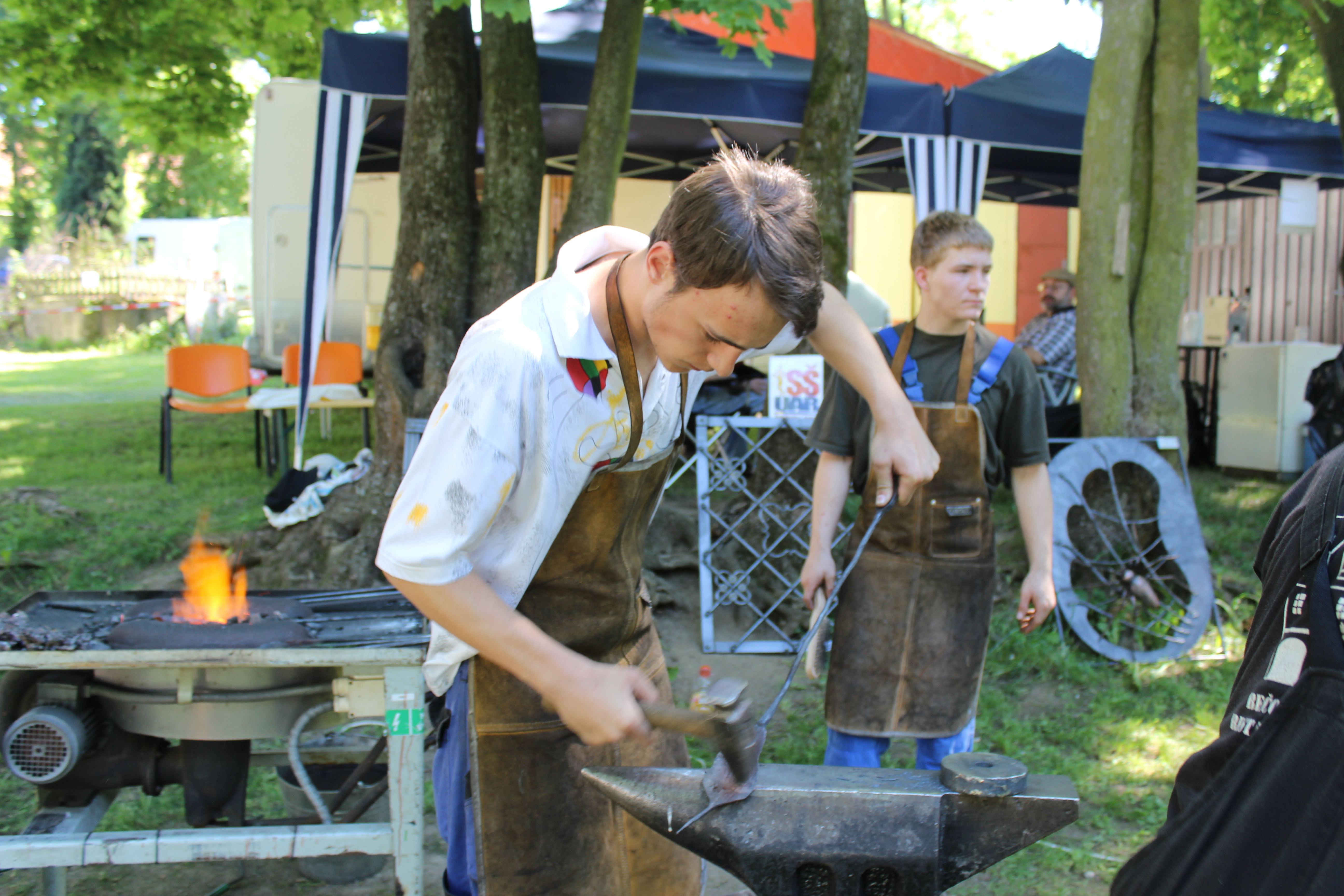
Student oboru kovář nad kovadlinou
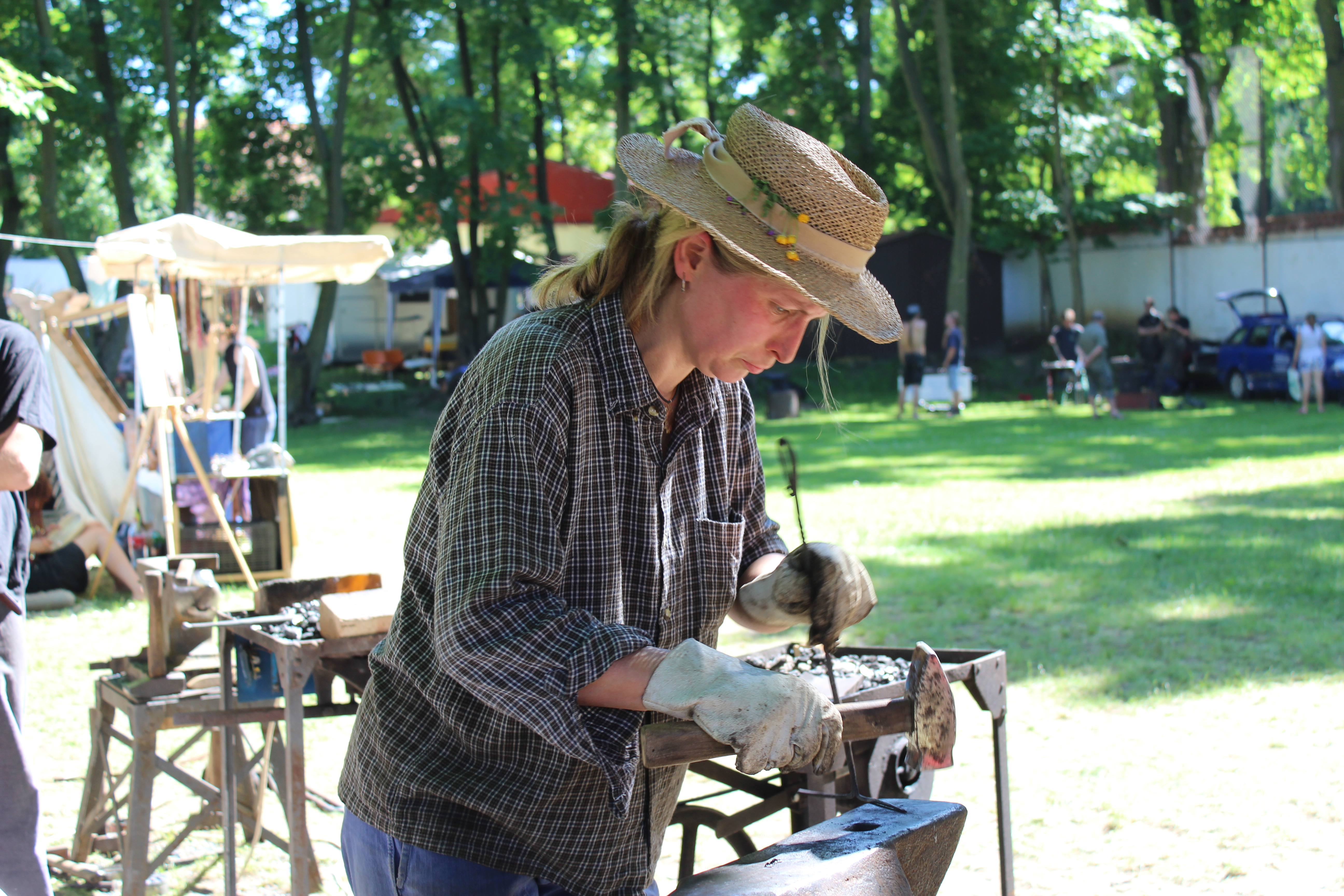
Kovářka na Kovářích v Litni
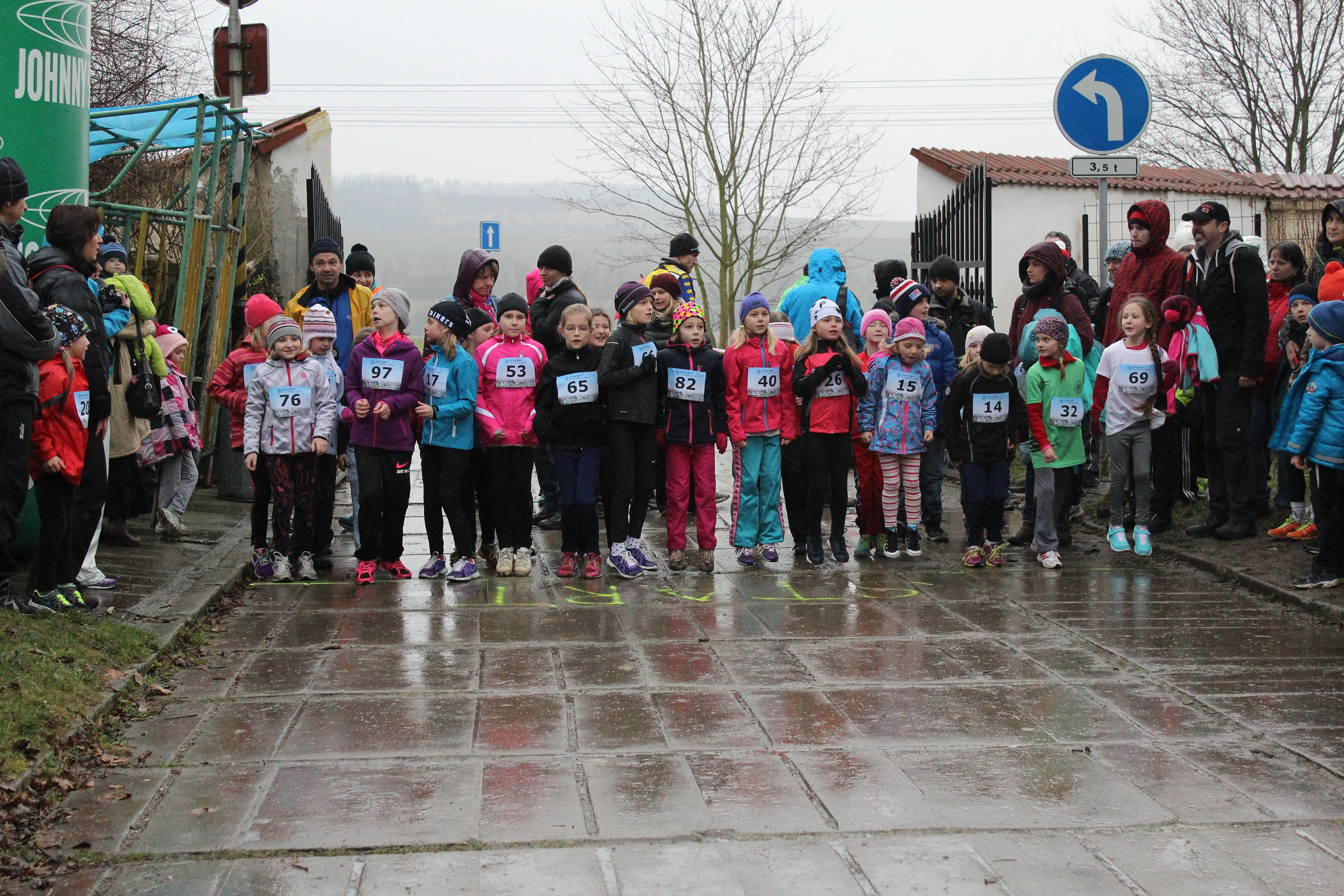
Dívky 8–9 let na startu 17. 1. 2015
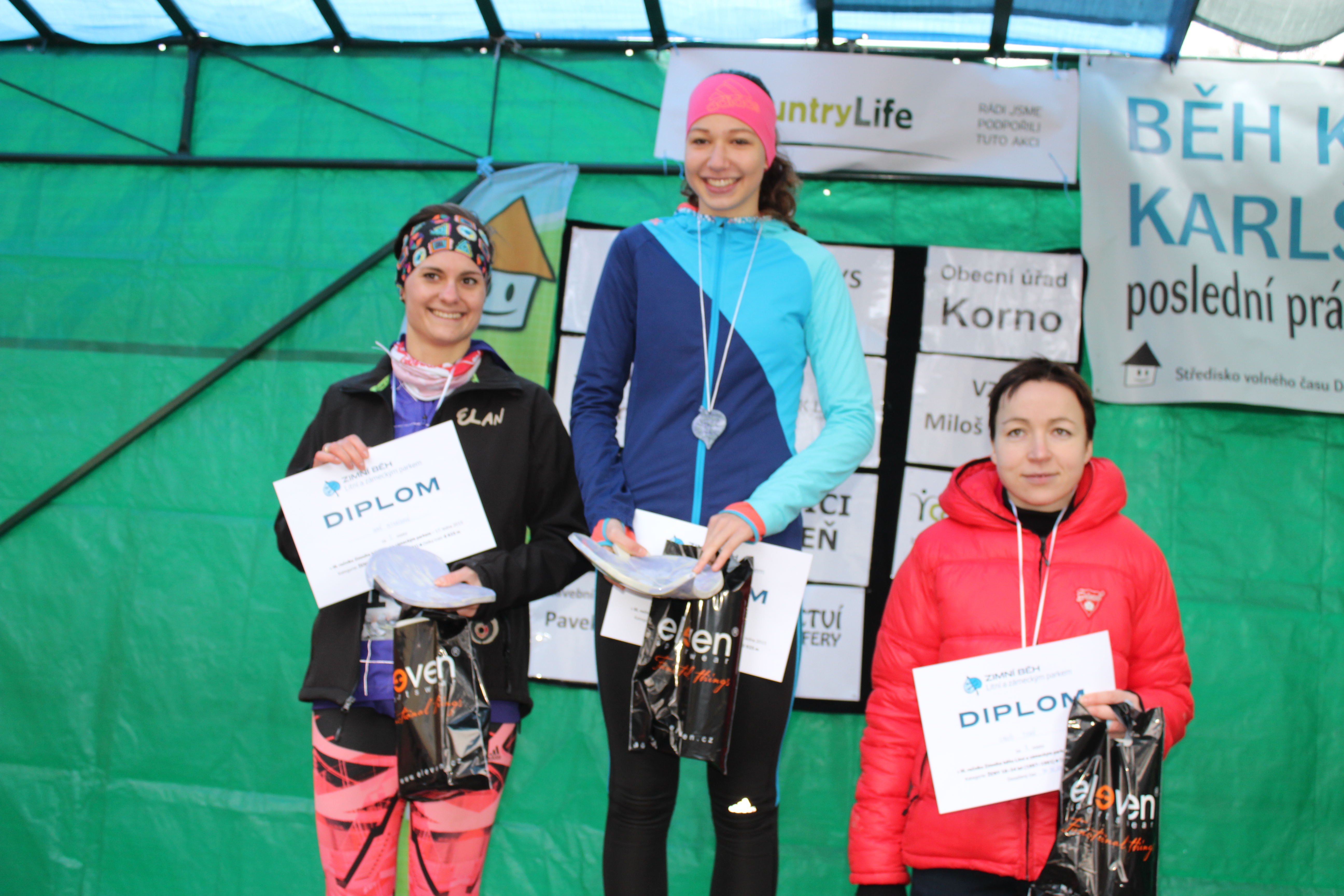
Vítězky kategorie ženy na stupních vítězů 17. 1. 2015
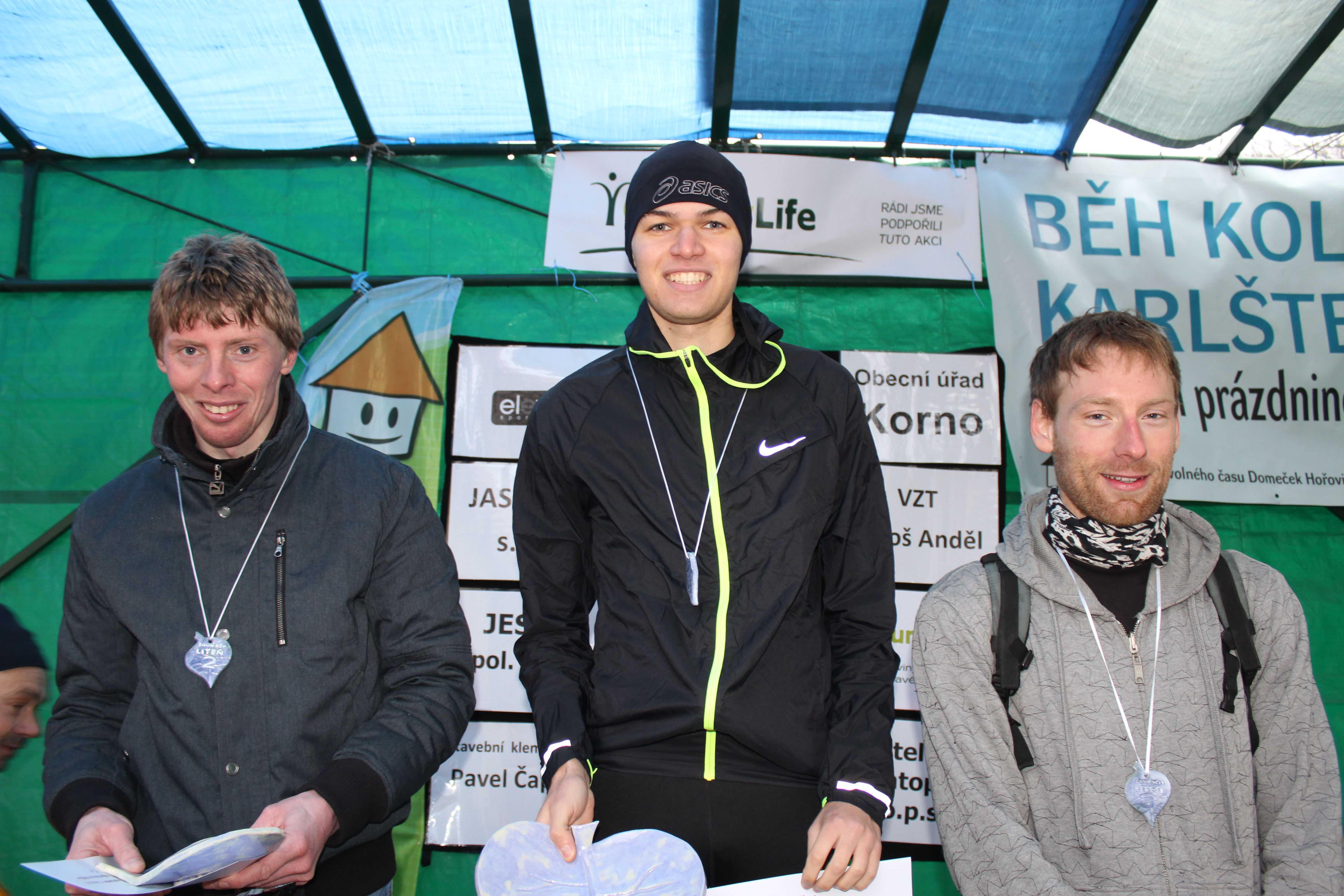
Vítězové kategorie muži na stupních vítězů 17. 1. 2015
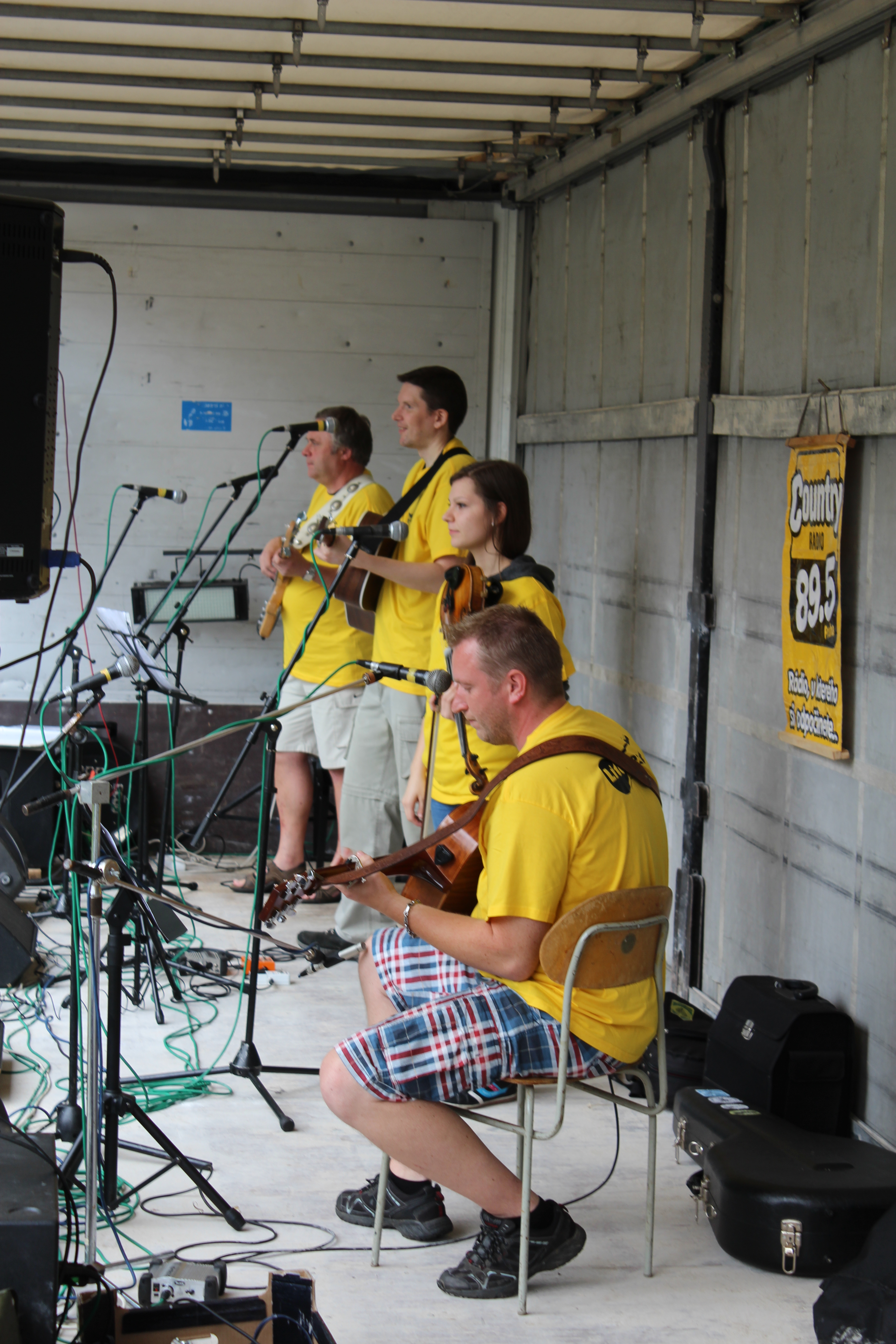
Liteňfest 24. 5. 2014
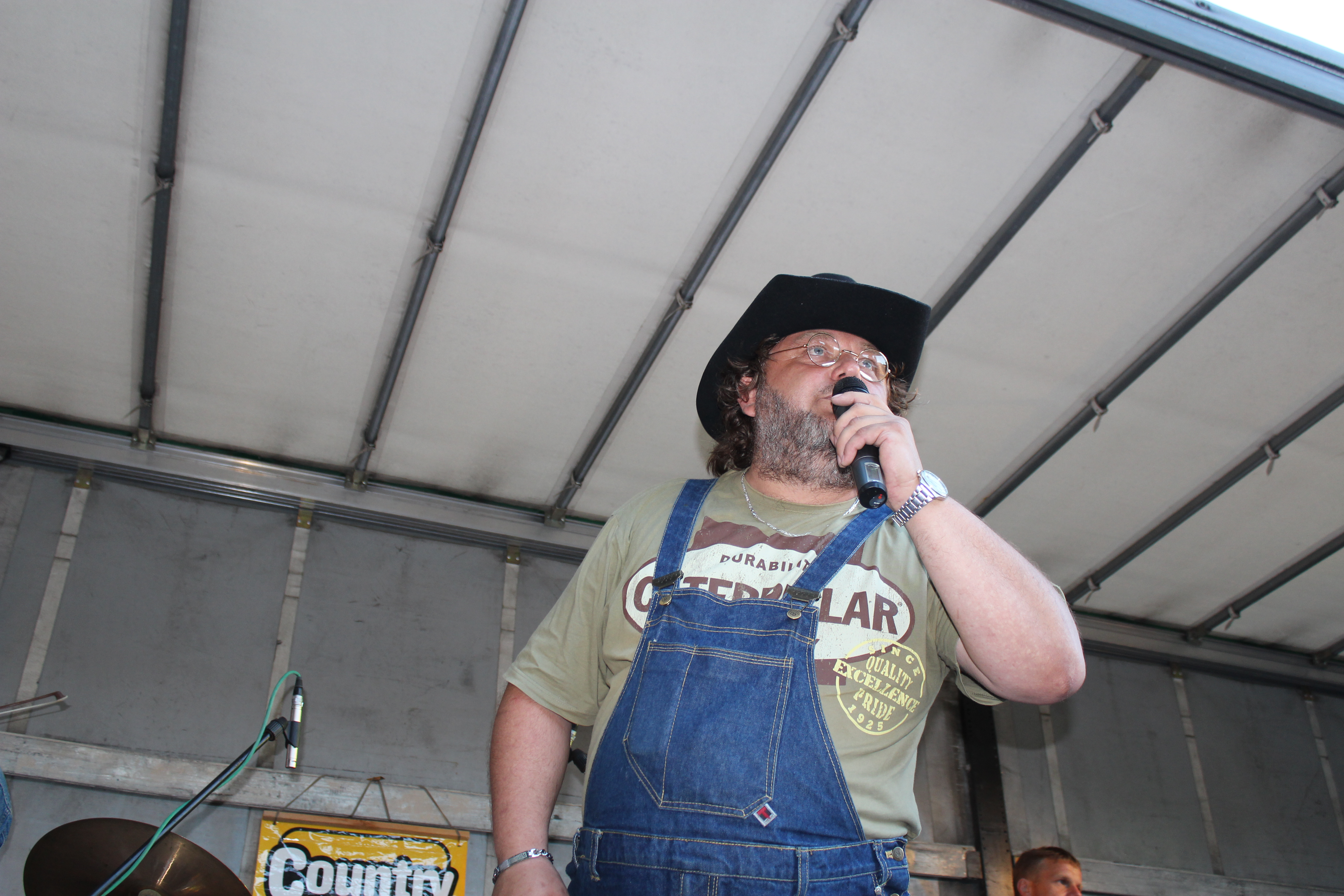
Liteňfest 2014 Michal Tučný revival

### Výroční zprávy
- Výroční zpráva a účetní závěrka za rok 2012